# Richard N. Elliott
Richard Nash Elliott, född 25 april 1873 i Fayette County, Indiana, död 21 mars 1948 i Washington, D.C., var en amerikansk politiker (republikan). Han var ledamot av USA:s representanthus 1917–1931.
Kongressledamot Daniel Webster Comstock avled 1917 i ämbetet och efterträddes av Elliott.. Han efterträddes i sin tur 1931 av William Larrabee.
Elliott ligger begravd på Dale Cemetery i Connersville.